# István Bujtor
István Bujtor (n. 5 mai 1942, Budapesta, Regatul Ungariei – d. 25 septembrie 2009, Budapesta, Ungaria) a fost un actor maghiar.

## Biografie
Bujtor a absolvit în 1966 studii economice la Budapesta, dar în 1963, pe când era încă student, regizorul Félix Máriássy i-a descoperit talentul artistic și l-a orientat spre cariera de actor. A urmat un curs la o școală din Győr și a jucat diferite roluri la Teatrul Național din Pécs, ajungând în anul 1975 la Teatrul de Comedie din Budapesta. Începând din anul 1978 István Bujtor a fost membru al ansamblului cinematografic Mafilm. 
În anii 1980 a scris scenariul filmelor A pogány Madonna (Madona păgână, 1981) și Csak semmi pánik... (Fără panică, 1982). Bujtor a mai jucat în filme realizate în RDG și Cehoslovacia. În 1980 el a interpretat rolul titular în serialul pentru televiziune Sándor Mátyás - Mathias Sandorf (1979). A obținut premiul Béla-Balázs. 
István Bujtor a fost distins în 1978 cu titlul „Cel mai bun actor masculin” pentru rolul principal din filmul BUÉK! (La mulți ani!).
El a fost frate cu Károly Frenreisz și frate vitreg cu Zoltán Latinovits. 

## Filmografie
- Fejezetek a Rákóczi-szabadságharcból (film TV)
- Váltás – Laci (1964) (film TV)
- Karambol – Terpinkó Gyula (1964)
- Fiii omului cu inima de piatră – Leonin Ramiroff (1964)
- Ha egyszer 20 év múlva… – Takács Péter/Gál Péter (1964)
- Álmodozások kora (1964)
- Nyaralás Piroskával – Verwalter Ferenc (1965)
- Viharban (1966) (film TV)
- Harlekin és szerelmese – Lindt (1966)
- 1966 Zile reci (Hideg napok), regia András Kovács – Nagy Kázmér
- Egy gyávaság története (1966) (film TV)
- 1967 Mumia intervine (A múmia közbeszól), regia Gábor Oláh – pap
- Fiúk a térről – Lada (1967)
- Csend és kiáltás (1967)
- A Hamis Izabella – Nyomozó (1968)
- Bors – Zentay Dezső (1968) (serial TV)
- Egri csillagok – kovács (1968)
- Téli sirokkó (1969)
- Szemüvegesek (1969)
- 1969 Taina leului (Az oroszlán ugrani készül), regia György Révész – Menő Fej
- Bűbájosok (1969)
- Szép leányok, ne sírjatok – rendőr (1970) (film TV)
- Én vagyok Jeromos – Kemény Béla (1970)
- Égi bárány – Darutollas (1970)
- Asszonyok mesélik (1971) (film TV)
- A legszebb férfikor (1972)
- Nápolyt látni és… – Szegedi Péter (1972)
- Utazás Jakabbal – Jakab hangja (1972)
- Egy srác fehér lovon (1973)
- 12 egy tucat - 3. történet – Géza (1973) (film TV)
- A professzor a frontra megy (1973) (film TV)
- A Lúdláb királynő (1973) (film TV)
- A locsolókocsi (1973)
- Kakuk Marci – Lelenc Gyula (1973)
- Átmenő forgalom (1973) (film TV)
- Pokol-Inferno (1974) (film TV)
- A Pendragon legenda – George Maloney (1974)
- A dunai hajós – Ivan Striga (1974)
- Gilgames (1975) (film TV)
- Hugó, a víziló – Jorma édesapjának hangja (1975)
- Bach Arnstadtban (1975) (film TV)
- Vivát, Benyovszky! – Sztyepanov (1975) (serial TV)
- Sztrogoff Mihály – Sztrogoff Mihály hangja (1975) (serial TV)
- Kántor (ep. 1) – Bana János (1976)
- Talpuk alatt fütyül a szél – Mérges Balázs, csendbiztos (1976)
- Ha megjön József (1976)
- Fekete gyémántok – Salista őrnagy (1976)
- Barátom, Bonca – Gyalog Bálint (1976) (film TV)
- Karancsfalvi szökevények (1976) (film TV)
- Magellán – Cartegna (1977) (film TV)
- Fedőneve: Lukács (1977)
- Apám néhány boldog éve – Nergeli Zsiga (1977)
- Űrtörténetek – orvos (1977) (film TV)
- Ki látott engem? – Aradi, költő (1977)
- Látástól vakulásig – Ecker (1978)
- Feltételes vallomás (1978) (film TV)
- Ebéd (1978) (film TV)
- Földünk és vidéke (1978) (film TV)
- BUÉK! – Perjés Laci (1978)
- A világ közepe (1979)
- Sándor Mátyás – Sándor Mátyás (1979) (serial TV)
- Rosszemberek (1979)
- Magyar rapszódia – Héderváry (1979)
- Hogyan felejtsük el életünk legnagyobb szerelmét? – sofőr (1979)
- Allegro Barbaro – Héderváry (1979)
- A Pogány Madonna – Ötvös Csöpi (1980)
- Villám – Simai János (1981) (film TV)
- Ripacsok – Béla, tévérendező (1981)
- Haladék (1981)
- Az a szép fényes nap (1981) (film TV)
- Csak semmi pánik – Ötvös Csöpi (1982)
- Szerelmes sznobok (1983) (film TV)
- Szegény Dzsoni és Árnika – Östör király (1983)
- Gyertek el a névnapomra – Egon (1983)
- Sortűz egy fekete bivalyért – Dukay (1984)
- Legyél te is Bonca! – Gyalog Bálint (1984)
- Az elvarázsolt dollár – Ötvös Csöpi (1985)
- Szomszédok (1987) (serial TV)
- Moravagine (1989) (film TV)
- Hamis a baba – Ötvös Csöpi (1991)
- A három testőr Afrikában (1996)
- Komédiások – Színház az egész... – Boday Balázs (2000) (serial TV)
- Zsaruvér és Csigavér I.: A királyné nyakéke – Ötvös Csöpi (2001) (film TV)
- Zsaruvér és Csigavér II.: Több tonna kámfor – Ötvös Csöpi (2002) (film TV)
- Simó Sándor (2002)
- Zsaruvér és Csigavér III.: A szerencse fia – Ötvös Csöpi (2008) (film TV)